# Квинт Хедий Лолиан Плавций Авит
Квинт Хедий Лолиан (Гентиан?) Плавций Авит (на латински: Quintus Hedius Lollianus (Gentianus?) Plautius Avitus) e политик и сенатор на Римската империя през началото на 3 век по времето на император Септимий Север.

## Биография
Лолиан произлиза вероятно от Поленция в Лигурия. Той е син на Квинт Хедий Руф Лолиан Гентиан (суфектконсул 186 г.) и внук на Луций Хедий Руф Лолиан Авит (консул 144 г.). Брат е на Хедий Лолиан Теренций Гентиан (консул 211 г.).
Лолиан е командир на VII Близначен легион от 202 до 205 г. През 209 г. е консул заедно с Луций Аврелий Комод Помпеян. Около 224 г. той е управител на Азия.